# شطرنج در ارمنستان

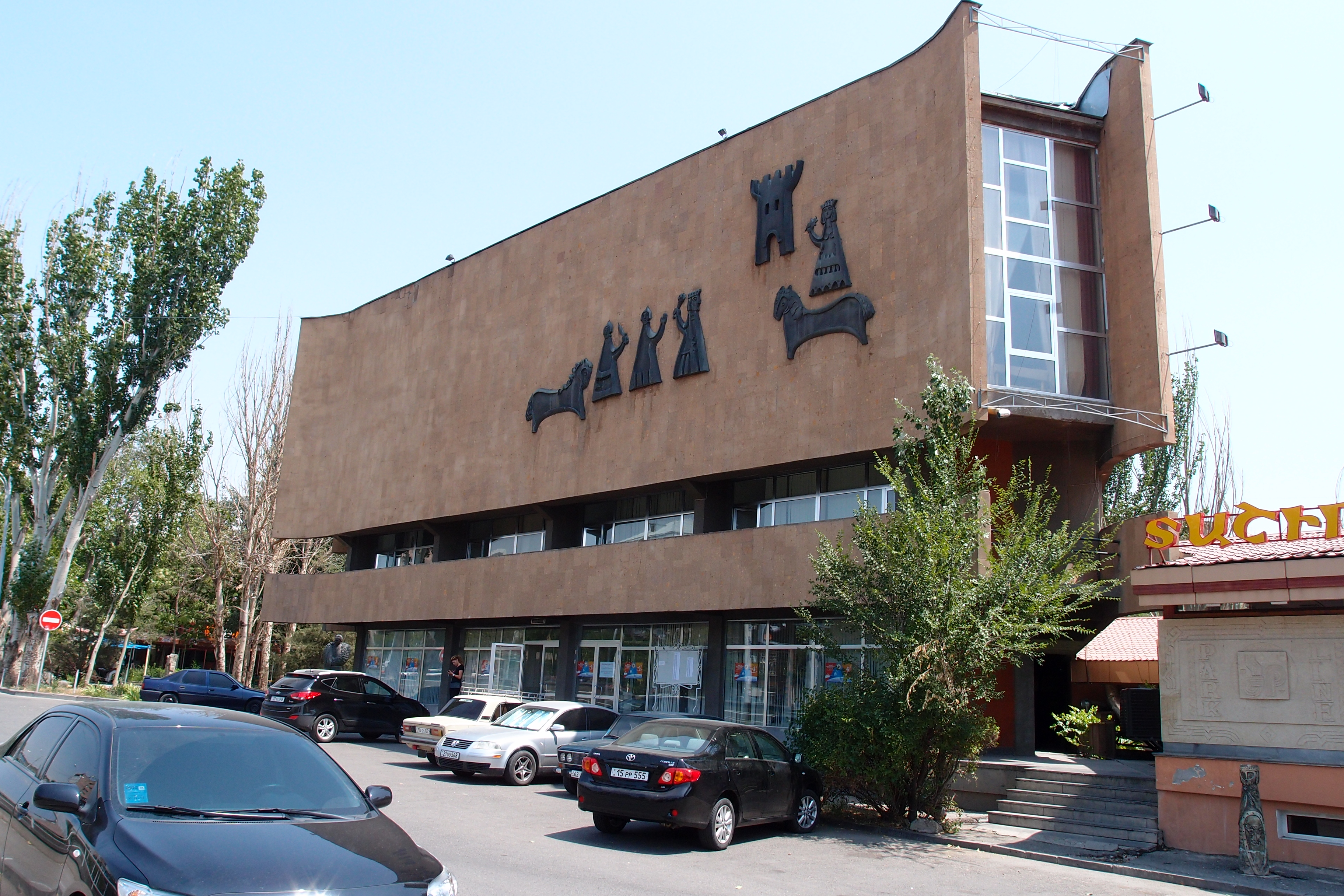
خانه شطرنج ایروان تأسیس در سال ۱۹۷۰.

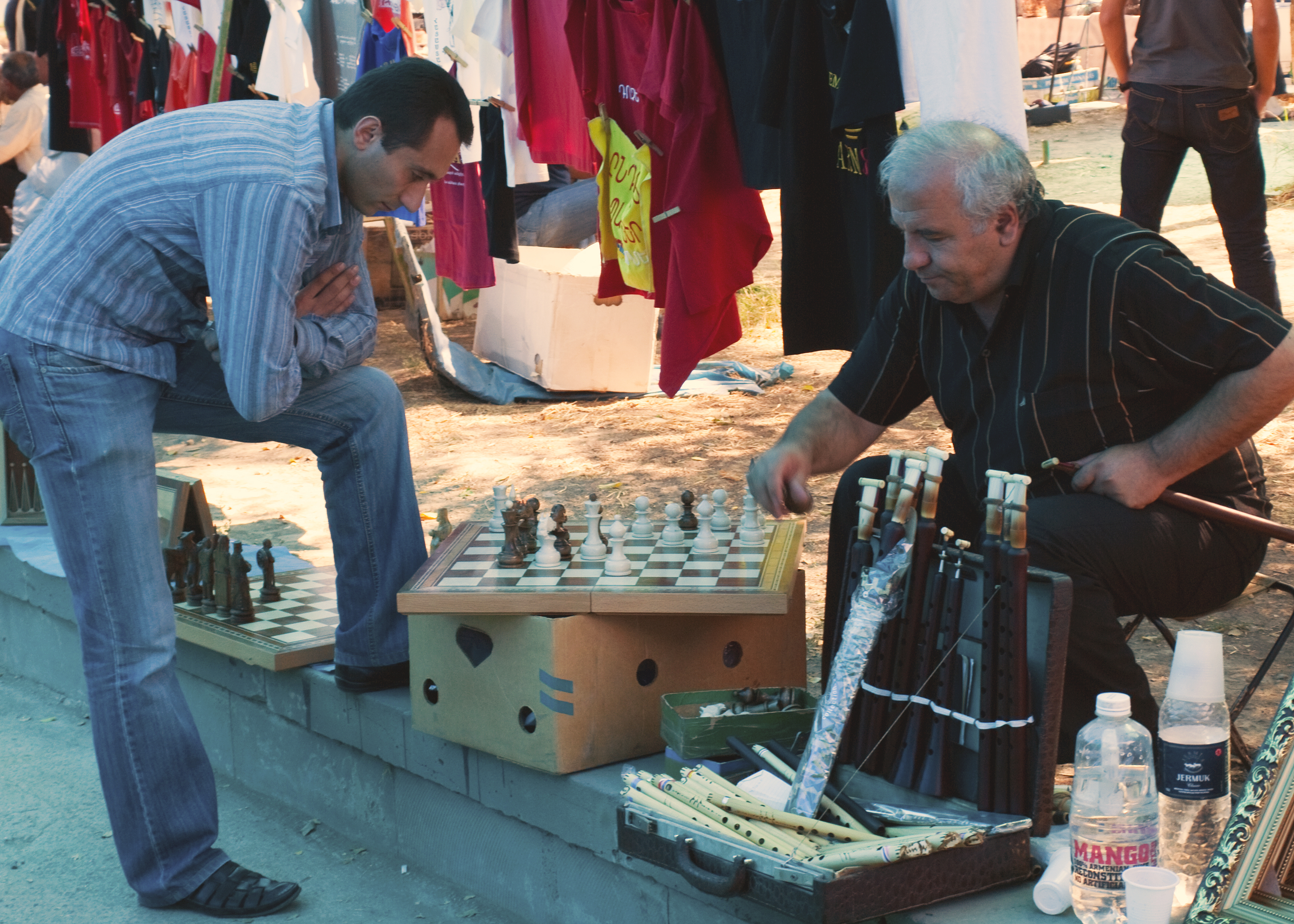
دو مرد درحال بازی کردن شطرنج درورنیساژ ایروان

شطرنج از اوایل قرون وسطای در ارمنستان بازی می‌شده‌است؛ با این حال، در اوایل دوره شوروی نهادینه شد. شطرنج امروزه در ارمنستان بسیار محبوب است. زمانی که تیگران پتروسیان، استادبزرگ شطرنج ارمنستان، در دهه ۱۹۶۰ قهرمان شطرنج جهان شد؛ شطرنج به‌طور گسترده‌ای شناخته شد. امروزه نیز ارمنستان یکی از قوی‌ترین کشورهای شطرنج محسوب می‌شود. در میان دیگر کشورها نیز، ارمنستان مهمترین استادبزرگان شطرنج دنیا را دارد.
از زمان استقلال کشور ارمنستان، تیم شطرنج این کشور در مسابقات قهرمانی اروپایی (۱۹۹۹)، مسابقات قهرمانی جهان (۲۰۱۱) و المپیاد شطرنج (۲۰۰۶, ۲۰۰۸, ۲۰۱۲) برنده شد. تیم زنان ارمنستان نیز در مسابقات قهرمانی اروپا در سال ۲۰۰۳ موفق به کسب پیروزی شد. ارمنستان در فوریه ۲۰۱۶ در رده هفتم شطرنج جهان قرار گرفت. لوون آرونیان بهترین بازیکن شطرنج ارمنستان، در رتبه‌بندی فیده در مقام دوم جهان قرار گرفته‌است و چندین بار نامزد قهرمانی جهان شده‌است.
از سال ۲۰۱۱–۱۲، شطرنج به عنوان بخشی از برنامه درسی مدارس دولتی ارمنستان بوده‌است. ارمنستان اولین کشور در جهان است که آموزش شطرنج را در مدارس اجباری می‌کند.

## نام
تا اوایل قرن بیستم، شطرنج در ارمنستان با عنوان چترنگ شناخته می‌شد. این عنوان از زبان فارسی میانه الهام گرفته شده بود. امروزه این عنوان با نام جادراک شناخته می‌شود، و تنها در ارمنستان غربی و در میان جماعت ارمنیان پراکنده رواج دارد. در ارمنستان شرقی اما شطرنج با عنوان «شاه مات» شناخته می‌شود. واژه ای که مشتق شده از زبان فارسی است. این واژه به معنی «شاهی که درحال از دست دادن بازی است» می‌باشد.

## تاریخچه

### تاریخ اولیه
در شطریان: کتاب شطرنج (۱۹۳۶) شرق شناسانی چون هووسپ اوربلی و کامیلا ترور نشان می‌دهد که شطرنج از قرن نهم، زمانی که ارمنستان تحت حاکمیت اعراب بود، در ارمنستان شناخته بوده‌است؛ و توسط اعراب از هند به ارمنستان آورده شده‌است. اعتقاد بر این است که این بازی در اوایل قرن ششم با نام چاتورانگا آغاز شده‌است. در سال ۱۹۶۷ مهره‌های شطرنج در ارگ دوین یافت شد. شطرنج در نگارگری‌های ارمنی قرن ۱۲ تا ۱۳ یافت شده که در ماتناداران ایروان نگهداری می‌شود که شامل یک دستنوشته قرن ۱۳ اثر وارطان آرولتسی است. تا اواخر قرن بیستم روستاییان شناوان نزدیک آپاران از چهره‌های شطرنج خانگی شبیه به قرون وسطی استفاده می‌کردند.

### دوره شوروی
شطرنج در ارمنستان پس از ایجاد حکومت شوروی در سال ۱۹۲۰ نهادینه شد. در سال‌های ۱۹۲۶–۲۷، با ابتکار شیمیدان سایمون هوویان (۱۸۶۹–۱۹۴۲)، مقاله‌هایی در مورد شطرنج در روزنامه‌ها چاپ شد. هوویان سخنرانی‌هایی در مورد شطرنج کرد و به ارتقای شطرنج در ارمنستان کمک کرد. او کتابهای امانوئل لاسکر، ایلیا میزیل و یاکو روخلین را به ارمنی ترجمه کرد.

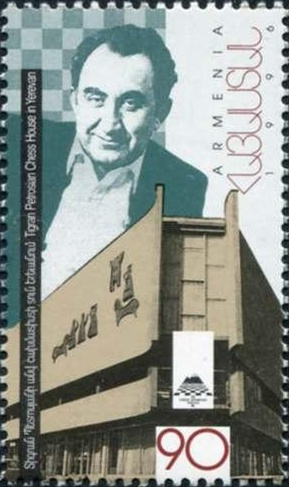
یک تمبر پستی ارمنی در سال ۱۹۹۶تیگران پتروسیان و خانه شطرنج یروان را به تصویر می‌کشد.

اولین مسابقات شطرنج در سال ۱۹۲۷، همزمان با تأسیس فدراسیون شطرنج ارمنستان برگزار شد. نخستین مسابقات قهرمانی شطرنج ارمنستان در سال ۱۹۳۴ میلادی در ایروان برگزار شد. گنریک گاسپاریان در آن رقابت برنده شد. اولین شطرنج باشگاه ارمنستان در سال ۱۹۳۶ تأسیس شد. دیگر باشگاه‌های شطرنج نیز در دهه ۱۹۵۰ در گیومری و وانادزور تأسیس شدند.
شطرنج با موفقیت تیگران پتروسیان در دهه ۱۹۶۰ محبوبیت یافت. او در تفلیس متولد شد. او چهار بار قهرمان شوروی شد (در سال‌های ۱۹۵۹، ۱۹۶۱، ۱۹۶۹ و ۱۹۷۵). در سال ۱۹۶۳، پتروسیان قهرمان شطرنج جهان شد و تیم میخائیل بوتوینیک، را شکست داد. پتروسیان علاوه بر قهرمانی جهان برای شش سال (۱۹۶۹ تا ۱۹۶۹) در المپیاد شطرنج و ۹ بار با تیم شوروی (۱۹۵۸ تا ۱۹۷۴) پیروز شد.
در سال ۱۹۶۲ گری کاسپارف قهرمان جهان شد. اگر چه او هرگز نشان داده ارمنستانی است برخی منابع ترجیح می‌دادند که او را ارمنی بنامند. چرا که نام خانوادگی وی به شکل ارمنستانی کاسپاریان است.

### ارمنستان مستقل
ارمنستان در سال ۱۹۹۱ استقلال خود را از اتحاد جماهیر شوروی به دست آورد. از آن زمان به بعد، شطرنج بازان ارمنی این فرصت را داشتند که نماینده جمهوری ارمنستان باشند. در آن زمان سه تورنمنت بزرگ شطرنج در ارمنستان مستقل برگزار شد.
ارمنستان اولین مدال خود را در المپیاد شطرنج در سال ۱۹۹۲ بدست آورد. ارمنستان در المپیک ۲۰۰۲ و ۲۰۰۴ مدال‌های برنز کسب کرد. تیم شطرنج ارمنستان در مسابقات المپیک شطرنج ۲۰۰۶ موفق به کسب پیروزی شدید شد. آن‌ها همچنین در رقابت‌های المپیک ۲۰۰۸ و ۲۰۱۲ برنده شدند. آن‌ها در مسابقات قهرمانی اروپا ۱۹۹۷، ۱۹۹۹ و ۲۰۰۷ مقام سوم را کسب کردند.

#### آموزش شطرنج در مدارس

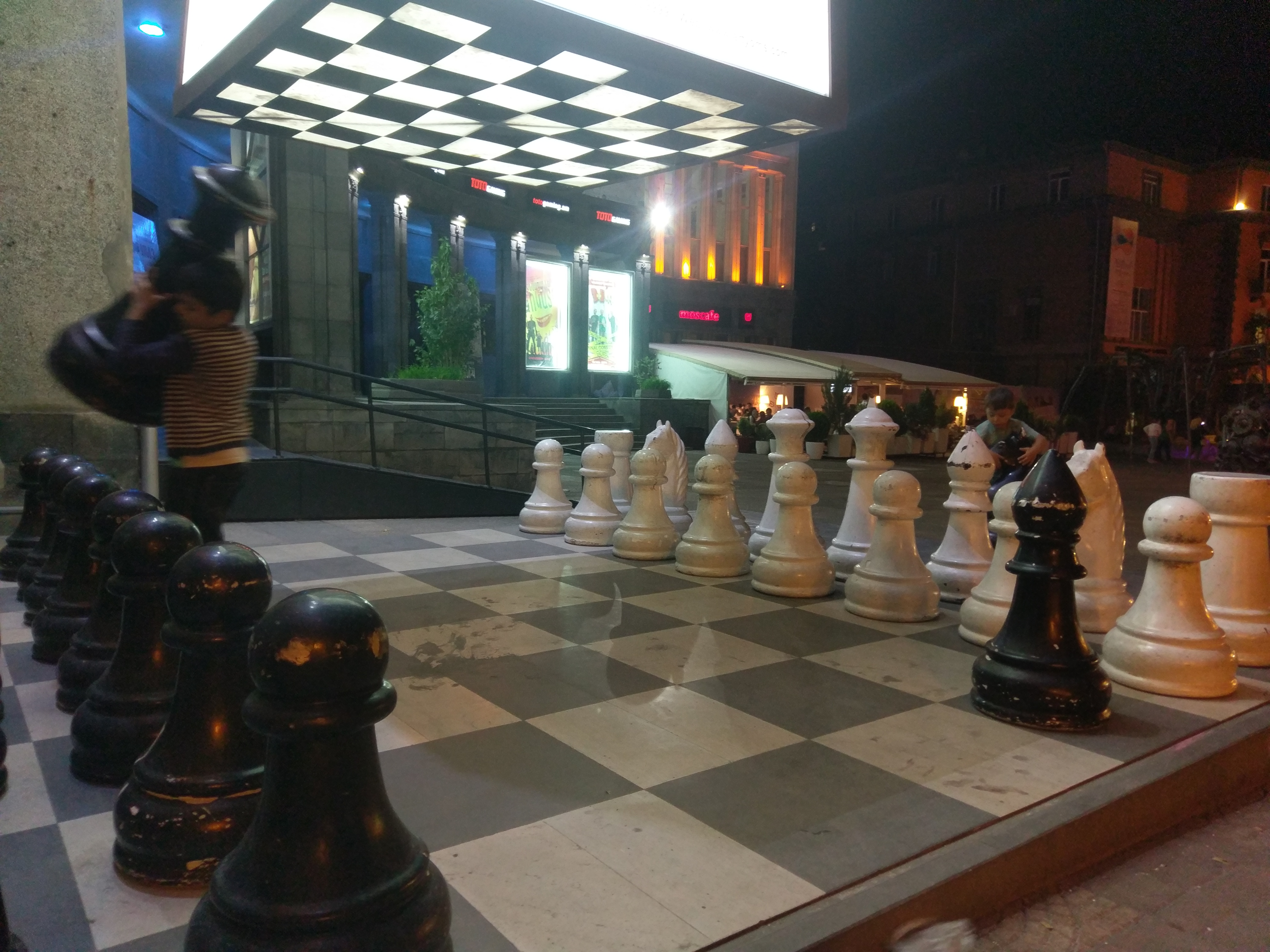
کودکان در فضای باز در میدان چارلز نشونور یوروان شطرنج بازی می‌کنند

در سال ۲۰۱۱، وزارت آموزش شطرنج را برای دانش آموزان کلاس دوم، سوم و چهارم اجباری دانست. بیش از ۱٫۵ میلیون دلار صرف این برنامه شد.
تصمیم‌گیری به‌طور گسترده‌ای گزارش شده در رسانه‌های بین‌المللی است. روزنامه نگاران شطرنج کارشناسان و مقامات کشورهای مختلف را ستود برنامه و توصیه تصویب آن در کشورهای خود هستند. در طول سفر خود به ارمنستان در سال ۲۰۱۴ مگنوس کارلسن اظهار داشت: «من فکر می‌کنم ارمنستان را تجربه آموزش شطرنج در مدارس به عنوان مثال بزرگ برای تمام جهان است.»

## قهرمانی ملی
اولین قهرمانی سال ۱۹۳۴ رخ داد.
اولین قهرمانی زنان نیز در سال ۱۹۳۴صورت گرفت.

## فردی آمار
فیده، فدراسیون شطرنج جهان، فهرست ۲۴ استادبزرگ مرد، ۴ استادبزرگ زن، ۱۷ استاد بین‌المللی مرد و ۴ استاد بین‌المللی زن را به نمایش گذاشت.

### مردان
۱۰ استاد بزرگ ارمنی از اکتبر ۲۰۱۷ در زیر لیست شده‌اند.
| #  | Player              | Birth year | GM Title | Rating | World rank |
| -- | ------------------- | ---------- | -------- | ------ | ---------- |
| ۱  | لوون آرونیان        | ۱۹۸۲       | ۲۰۰۰     | ۲۸۰۱   | ۲          |
| ۲  | سرگئی موسسیان       | ۱۹۷۸       | ۱۹۹۷     | ۲۶۷۱   | ۷۶         |
| ۳  | ولادیمیر هاکوبیان   | ۱۹۷۱       | ۱۹۹۱     | ۲۶۶۷   | ۷۷         |
| ۴  | گابریل سارگیسیان    | ۱۹۸۳       | ۲۰۰۲     | ۲۶۵۷   | ۹۲         |
| ۵  | هراند ملکومیان      | ۱۹۸۹       | ۲۰۰۸     | ۲۶۴۲   | ۱۲۱        |
| ۶  | تیگران ال. پتروسیان | ۱۹۸۴       | ۲۰۰۴     | ۲۶۰۱   | ۲۲۵        |
| ۷  | روبرت هوهانیسیان    | ۱۹۹۱       | ۲۰۱۰     | ۲۵۹۵   | ۲۴۲        |
| ۸  | آرمان پاشیکیان      | ۱۹۸۷       | ۲۰۰۷     | ۲۵۹۴   | ۲۴۶        |
| ۹  | کارن اچ. گریگوریان  | ۱۹۹۵       | ۲۰۱۳     | ۲۵۸۶   | ۲۷۸        |
| ۱۰ | زاون آندریاسیان     | ۱۹۸۹       | ۲۰۰۶     | ۲۵۸۵   | ۲۸۳        |

### زنان
۱۰ نفر از ۱۰ بازیکن برتر شطرنج در اکتبر ۲۰۱۷ در فهرست زیر فهرست شده‌اند.
| #                | بازیکن             | سال تولد | Title | Rating | رتبه جهانی |
| ---------------- | ------------------ | -------- | ----- | ------ | ---------- |
| ۱ الینا دانیلیان | ۱۹۷۸               | GM       | ۲۴۱۵  | ۴۸     |            |
| ۲                | لیلیت مکرتچیان     | ۱۹۸۲     | IM    | ۲۳۹۰   | ۶۷         |
| ۳                | لیلیت گالویان      | ۱۹۸۳     | IM    | ۲۲۹۱   | ۲۱۳        |
| ۴                | سیرانوش آندریاسیان | ۱۹۸۶     | WIM   | ۲۲۸۱   | ۲۳۲        |
| ۵                | Maria Gevorgyan    | ۱۹۹۴     | WIM   | ۲۲۶۲   | ۲۷۱        |
| ۶                | ماریا کورسووا      | ۱۹۸۶     | WGM   | ۲۲۵۹   | ۲۸۰        |
| ۷                | Siranush Ghukasyan | ۱۹۹۸     | WIM   | ۲۲۰۷   | ۴۱۹        |
| ۸                | Sona Asatryan      | ۱۹۹۹     | WIM   | ۲۱۷۱   | ۵۳۰        |
| ۹                | Armine Babayan     | ۱۹۹۰     | -     | ۲۱۶۶   | ۵۴۷        |
| ۱۰               | Anna M. Sargsyan   | ۲۰۰۱     | -     | ۲۱۶۰   | ۵۷۱        |

## سوابق تیم

### المپیاد شطرنج

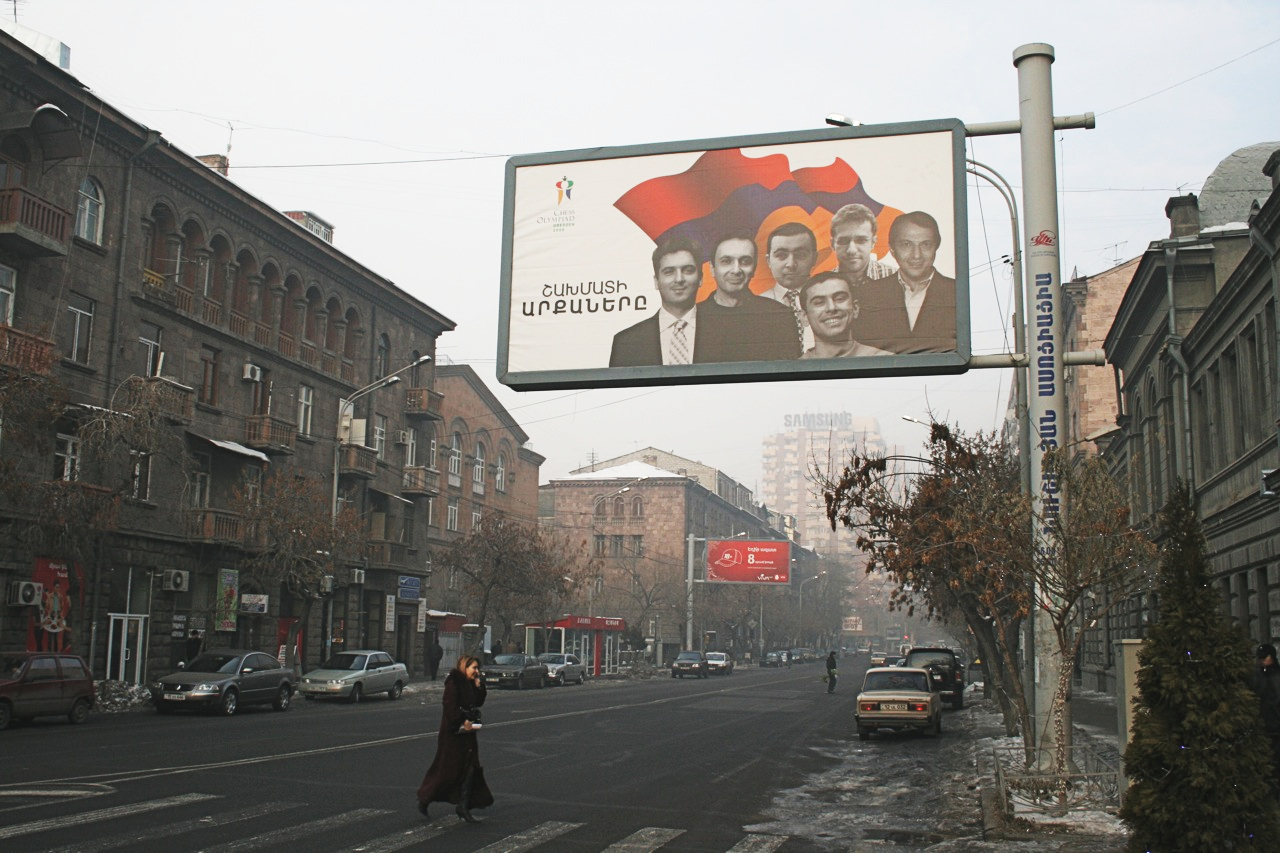
بیلبوردی در مرکز ایروان

Open
| سال  | رویداد              | مکان                   | بازیکن                                                                                              | موقعیت           | Ref              |
| ---- | ------------------- | ---------------------- | --------------------------------------------------------------------------------------------------- | ---------------- | ---------------- |
| ۱۹۹۲ | 30th Chess Olympiad | مانیل، فیلیپین         | رافائل واهانیان، ولادیمیر هاکوبیان، سمبات لپوتیان، آرتاشس میناسیان، آرشاک پتروسیان، آشوت آناستاسیان |                  | [ ۳۶ ]           |
| ۱۹۹۴ | 31st Chess Olympiad | مسکو، روسیه            | واهانیان، هاکوبیان، لپوتیان، آناستاسیان، میناسیان، آرسن یغیازاریان                                  | ۱۳               | [ ۳۷ ]           |
| ۱۹۹۶ | 32nd Chess Olympiad | ایروان، ارمنستان       | هاکوبیان، واهانیان، لپوتیان، میناسیان، آناستاسیان، A. Petrosian                                     | ۵                | [ ۳۸ ]           |
| ۱۹۹۸ | 33rd Chess Olympiad | الیستا، روسیه          | واهانیان، لپوتیان، هاکوبیان، میناسیان، آسریان، آناستاسیان                                           | ۱۶               | [ ۳۹ ]           |
| ۲۰۰۰ | 34th Chess Olympiad | استانبول، ترکیه        | واهانیان، لپوتیان، آرتاشس میناسیان، آناستاسیان، آسریان، سارگیسیان                                   | ۱۷               | [ ۴۰ ]           |
| ۲۰۰۲ | 35th Chess Olympiad | بلد، اسلوونی           | هاکوبیان، لپوتیان، آسریان، سارگیسیان، میناسیان، آناستاسیان                                          |                  | [ ۴۱ ]           |
| ۲۰۰۴ | 36th Chess Olympiad | کالبیا، اسپانیا        | هاکوبیان، آرونیان، واهانیان، لپوتیان، سارگیسیان، میناسیان                                           |                  | [ ۴۲ ]           |
| ۲۰۰۶ | 37th Chess Olympiad | تورین، ایتالیا         | آرونیان، هاکوبیان، آسریان، لپوتیان، سارگیسیان، میناسیان                                             |                  | [ ۴۳ ]           |
| ۲۰۰۸ | 38th Chess Olympiad | درسدن، آلمان           | آرونیان، هاکوبیان، سارگیسیان، ت. پتروسیان، میناسیان                                                 |                  | [ ۴۴ ]           |
| ۲۰۱۰ | 39th Chess Olympiad | خانتی-مانسییسک، روسیه  | آرونیان، هاکوبیان، سارگیسیان، پاشیکیان، Grigoryan                                                   | ۷                | [ ۴۵ ]           |
| ۲۰۱۲ | 40th Chess Olympiad | استانبول، ترکیه        | آرونیان، موسسیان، هاکوبیان، سارگیسیان، ت. پتروسیان                                                  |                  | [ ۴۶ ]           |
| ۲۰۱۴ | 41st Chess Olympiad | ترومسو، نروژ           | آرونیان، سارگیسیان، موسسیان، هاکوبیان، Kotanjian                                                    | 8                |                  |
| ۲۰۱۶ | 42nd Chess Olympiad | باکو، جمهوری آذربایجان | did not participate                                                                                 |                  |                  |
| ۲۰۱۸ | 43rd Chess Olympiad | باتومی، گرجستان        | آرونیان، سارگیسیان، ملکومیان، هوهانیسیان، Martirosyan                                               | align="center"\| | align="center"\| |

زنان
| سال  | رویداد              | مکان                   | بازیکن                                                               | موقعیت | Ref    |
| ---- | ------------------- | ---------------------- | -------------------------------------------------------------------- | ------ | ------ |
| ۱۹۹۲ | 30th Chess Olympiad | مانیل، فیلیپین         | آسلانیان، Khalafian, دانیلیان، Karakashian                           | ۳۳     | [ ۴۷ ] |
| ۱۹۹۴ | 31st Chess Olympiad | مسکو، روسیه            | دانیلیان، Aslanian, گریگوریان، Airapetian                            | ۲۴     | [ ۴۸ ] |
| ۱۹۹۶ | 32nd Chess Olympiad | ایروان، ارمنستان       | دانیلیان، هلقاتیان، مکرتچیان، Khalafian                              | ۲۰     | [ ۴۹ ] |
| ۱۹۹۸ | 33rd Chess Olympiad | الیستا، روسیه          | دانیلیان، هلقاتیان، مکرتچیان، آغینیان                                | ۲۱     | [ ۵۰ ] |
| ۲۰۰۰ | 34th Chess Olympiad | استانبول، ترکیه        | دانیلیان، مکرتچیان، هلقاتیان، آغینیان                                | ۱۰     | [ ۵۱ ] |
| ۲۰۰۲ | 35th Chess Olympiad | بلد، اسلوونی           | دانیلیان، مکرتچیان، هلقاتیان، گالویان                                | ۱۵     | [ ۵۲ ] |
| ۲۰۰۴ | 36th Chess Olympiad | کالبیا، اسپانیا        | دانیلیان، مکرتچیان، آغینیان، آندریاسیان                              | ۱۱     |        |
| ۲۰۰۶ | 37th Chess Olympiad | تورین، ایتالیا         | مکرتچیان، دانیلیان، آغینیان، Andriasian                              | ۸      | [ ۵۳ ] |
| ۲۰۰۸ | 38th Chess Olympiad | درسدن، آلمان           | دانیلیان، مکرتچیان، آغینیان، گالویان، Andriasian                     | ۶      | [ ۵۴ ] |
| ۲۰۱۰ | 39th Chess Olympiad | خانتی-مانسییسک، روسیه  | دانیلیان، مکرتچیان، گالویان، آغینیان، Kharatian                      | ۱۱     | [ ۵۵ ] |
| ۲۰۱۲ | 40th Chess Olympiad | استانبول، ترکیه        | دانیلیان، مکرتچیان، گالویان، کورسووا، en:Anna HairapetianHairapetian | ۶      | [ ۵۶ ] |
| ۲۰۱۴ | 41st Chess Olympiad | ترومسو، نروژ           | دانیلیان، مکرتچیان، گالویان، کورسووا، Sargsyan                       | ۵      |        |
| ۲۰۱۶ | 42nd Chess Olympiad | باکو، جمهوری آذربایجان | did not participate                                                  |        |        |
| ۲۰۱۸ | 43rd Chess Olympiad | باتومی، گرجستان        | دانیلیان, مکرتچیان, Sargsyan, Kursova, Ghukasyan                     |        |        |

### جهان تیم قهرمانی
مردان
| سال  | مکان                  | بازیکن                                                      | موقعیت              | Ref                 |
| ---- | --------------------- | ----------------------------------------------------------- | ------------------- | ------------------- |
| ۱۹۹۳ | لوتسرن، سوئیس         | واهانیان، هاکوبیان، لپوتیان، میناسیان، آناستاسیان، پتروسیان | ۴                   | [ ۵۷ ]              |
| ۱۹۹۷ | لوسرن، سوئیس          | هاکوبیان، واهانیان، لپوتیان، میناسیان، آناستاسیان، خاچیان   |                     | [ ۵۸ ]              |
| ۲۰۰۱ | ایروان، ارمنستان      | هاکوبیان، واهانیان، لپوتیان، آسریان، آناستاسیان، میناسیان   |                     | [ ۵۹ ]              |
| ۲۰۰۵ | بئرشبع، اسرائیل       | آرونیان، هاکوبیان، آسریان، واهانیان، لپوتیان، آناستاسیان    |                     | [ ۶۰ ]              |
| ۲۰۱۰ | بورسا، ترکیه          | آرونیان، هاکوبیان، سارگیسیان، پاشیکیان، پتروسیان، Kotanjian | ۵                   | [ ۶۱ ]              |
| ۲۰۱۱ | نانگبو، چین           | آرونیان، موسسیان، هاکوبیان، سارگیسیان، هوهانیسیان           |                     | [ ۶۲ ]              |
| ۲۰۱۳ | آنتالیا، ترکیه        | آرونیان، موسسیان، هاکوبیان، سارگیسیان، پتروسیان             | ۵                   | [ ۶۳ ]              |
| ۲۰۱۵ | تساغکادزور، ارمنستان  | آرونیان، سارگیسیان، موسسیان، هاکوبیان، ملکومیان             |                     |                     |
| ۲۰۱۷ | خانتی-مانسییسک, روسیه | did not participate                                         | did not participate | did not participate |

زنان
| سال  | مکان                  | بازیکن                                              | موقعیت              | Ref                 |
| ---- | --------------------- | --------------------------------------------------- | ------------------- | ------------------- |
| ۲۰۰۷ | یکاترینبورگ، روسیه    | دانیلیان، مکرتچیان، آغینیان، آندریاسیان، Aghabekian | ۸                   | [ ۶۴ ]              |
| ۲۰۰۹ | نانگبو، چین           | دانیلیان، مکرتچیان، گالویان، آغینیان، آندریاسیان    | ۵                   | [ ۶۵ ]              |
| ۲۰۱۱ | ماردین، ترکیه         | دانیلیان، مکرتچیان، گالویان، کورسووا، آغینیان       | ۶                   | [ ۶۶ ]              |
| ۲۰۱۳ | آستانه, قزاقستان      | did not participate                                 | did not participate | did not participate |
| ۲۰۱۵ | چنگدو، چین            | دانیلیان، مکرتچیان، گالویان، کورسووا، Gaboyan       | ۷                   |                     |
| ۲۰۱۷ | خانتی-مانسییسک، روسیه | did not participate                                 | did not participate | did not participate |

### مسابقات قهرمانی اروپا

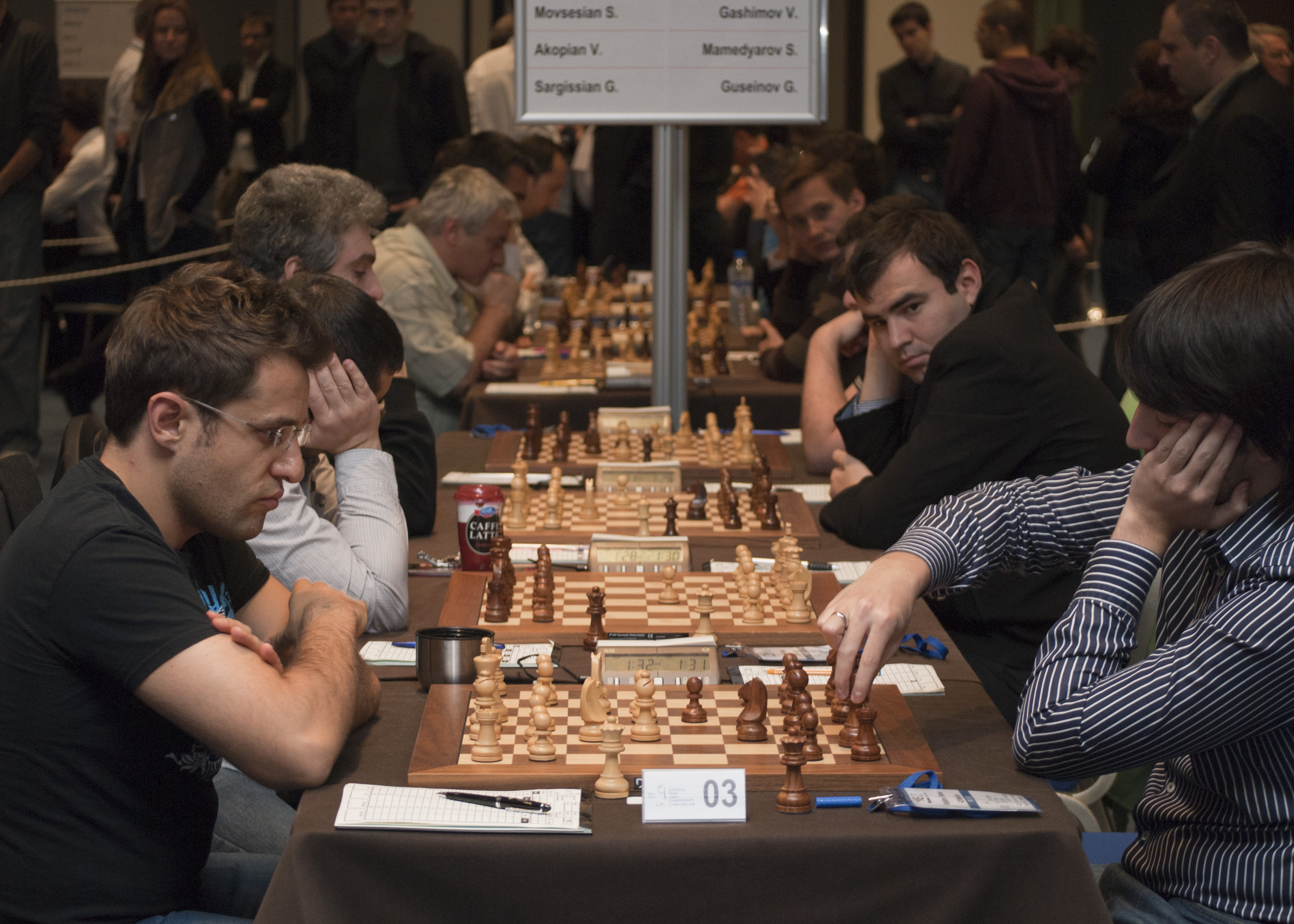
ارمنستان در مقابل آذربایجان در مسابقات قهرمانی شطرنج تیمی سال ۲۰۱۱ اروپا.

مردان
| سال  | مکان                | بازیکن                                            | موقعیت              | Ref                 |
| ---- | ------------------- | ------------------------------------------------- | ------------------- | ------------------- |
| ۱۹۹۲ | دبرسن، مجارستان     | واهانیان، هاکوبیان، لپوتیان، میناسیان، آناستاسیان | ۱۹                  | [ ۶۸ ]              |
| ۱۹۹۷ | پولا، کرواسی        | هاکوبیان، واهانیان، لپوتیان، میناسیان، آناستاسیان |                     | [ ۶۹ ]              |
| ۱۹۹۹ | باتومی، گرجستان     | لپوتیان، میناسیان، آناستاسیان، پتروسیان           |                     | [ ۷۰ ]              |
| ۲۰۰۱ | لئون، اسپانیا       | did not participate                               | did not participate | did not participate |
| ۲۰۰۳ | پلوودیو، بلغارستان  | did not participate                               | did not participate | did not participate |
| ۲۰۰۵ | یوتبری، سوئد        | هاکوبیان، آرونیان، واهانیان، لپوتیان، آناستاسیان  | ۱۲                  | [ ۷۳ ]              |
| ۲۰۰۷ | هراکلیون، یونان     | آرونیان، هاکوبیان، سارگیسیان، آسریان، لپوتیان     |                     | [ ۷۴ ]              |
| ۲۰۰۹ | نووی ساد، صربستان   | آرونیان، هاکوبیان، سارگیسیان، پاشیکیان، پتروسیان  | ۴                   | [ ۷۵ ]              |
| ۲۰۱۱ | Porto Carras, یونان | آرونیان، موسسیان، هاکوبیان، سارگیسیان، هوهانیسیان | ۴                   | [ ۷۶ ]              |
| ۲۰۱۳ | ورشو، لهستان        | آرونیان، موسسیان، هاکوبیان، سارگیسیان، پتروسیان   | ۴                   | [ ۷۷ ]              |
| ۲۰۱۵ | ریکیاویک، ایسلند    | آرونیان، سارگیسیان، موسسیان، ملکومیان، گریگوریان  |                     | [ ۷۴ ]              |
| ۲۰۱۷ | خالکیدیکه، یونان    |                                                   |                     |                     |

زنان
| سال  | مکان                | بازیکن                                              | موقعیت              | Ref                 |
| ---- | ------------------- | --------------------------------------------------- | ------------------- | ------------------- |
| ۱۹۹۲ | دبرتسن، مجارستان    | آسلانیان، هلقاتیان، گریگوریان                       | ۱۹                  | [ ۷۸ ]              |
| ۱۹۹۷ | پولا، کرواسی        | دانیلیان، هلقاتیان، مکرتچیان                        | ۵                   | [ ۷۹ ]              |
| ۱۹۹۹ | باتومی، گرجستان     | دانیلیان، مکرتچیان، هلقاتیان                        | ۵                   | [ ۸۰ ]              |
| ۲۰۰۱ | لئون، اسپانیا       | did not participate                                 | did not participate | did not participate |
| ۲۰۰۳ | پلوودیف، بلغارستان  | دانیلیان، مکرتچیان، آغینیان                         |                     | [ ۸۲ ]              |
| ۲۰۰۵ | یوتبری، سوئد        | دانیلیان، مکرتچیان، آغینیان، آندریاسیان، گالویان    | ۶                   | [ ۸۳ ]              |
| ۲۰۰۷ | هراکلیون، یونان     | دانیلیان، مکرتچیان، آغینیان، آندریاسیان، Aghabekian |                     | [ ۸۴ ]              |
| ۲۰۰۹ | نووی ساد، صربستان   | دانیلیان، مکرتچیان، گالویان، آغینیان، آندریاسیان    | ۵                   | [ ۸۵ ]              |
| ۲۰۱۱ | Porto Carras, یونان | دانیلیان، مکرتچیان، گالویان، کورسووا، آغینیان       | ۷                   | [ ۸۶ ]              |
| ۲۰۱۳ | ورشو، لهستان        | دانیلیان، مکرتچیان، گالویان، کورسووا، Hairapetian   | ۵                   | [ ۸۷ ]              |

### مسابقات قهرمانی باشگاه
در سال ۱۹۹۵ باشگاه شطرنج ایروان در مسابقات جام باشگاه‌های اروپا برنده شد. در سال ۲۰۰۶ باشگاه ایروان در جام باشگاه‌های اروپا برنده شد.